# Saison 2 de Barry
Chronologie
Saison 1 Saison 3
Cet article présente les épisodes de la deuxième saison de la série télévisée américaine Barry diffusée du 31 mars au 19 mai 2019 sur HBO.

## Distribution
- Bill Hader (VF : Emmanuel Garijo) : Barry Berkman / Barry Block
- Sarah Goldberg (VF : Ingrid Donnadieu) : Sally Reed
- Stephen Root (VF : Paul Borne) : Monroe Fuches
- Glenn Fleshler (en) (VF : Marc Perez) : Goran Pazar
- Anthony Carrigan (VF : Damien Boisseau) : NoHo Hank
- Henry Winkler (VF : Nicolas Marié) : Gene Cousineau

## Épisodes

### Épisode 1:Le spectacle continue, a priori
- États-Unis : 31 mars 2019 sur HBO

- États-Unis : 532 000 téléspectateurs[1] (première diffusion)

Quelques semaines après la disparition de Moss, la police a clos l'affaire en invoquant le manque de pistes, ce qui a poussé Gene encore plus loin dans un repli désordonné de la vie. À son retour en classe après une longue absence, Gene déclare que la pièce à venir est annulée et qu'il a l'intention de mettre fin à la classe de manière permanente. Barry convainc Gene de ne pas le faire en racontant l'histoire de la première fois qu'il a tué en tant que soldat. NoHo se trouve être repoussé de Cristobal par le chef de gang birman que les Boliviens veulent faire entrer dans l'opération, puis se retrouve confronté à une tentative d'assassinat de sa famille en Tchétchénie après qu'il l'ait menti et dit qu'il est incapable de trouver et tuer la personne qui a tué Pazar. Il accuse le chef de gang birman, amenant la famille à l'ordonner de l'exécuter. Lors de sa visite chez Barry, NoHo est au départ d'un reproche envers Barry, mais il lui dit plus tard qu'il n'a d'autre choix que de tuer le chef de gang ou que tout ce que Barry a construit dans sa nouvelle vie sera détruit.

### Épisode 2:Le Pouvoir du non
- États-Unis : 7 avril 2019 sur HBO

- États-Unis : 424 000 téléspectateurs[2] (première diffusion)

### Épisode 3:Passé ≈ présent x futur sur hier
- États-Unis : 14 avril 2019 sur HBO

- États-Unis : 1,78 million de téléspectateurs[3] (première diffusion)

### Épisode 4:Quoi?!
- États-Unis : 21 avril 2019 sur HBO

- États-Unis : 1,94 million de téléspectateurs[5] (première diffusion)

### Épisode 5:Ronny/Lily
- États-Unis : 28 avril 2019 sur HBO

- États-Unis : 2,03 millions de téléspectateurs[7] (première diffusion)

Barry trouve Ronny, l'amant de l'ex-épouse de Loach, chez lui et tente de négocier un accord pacifique dans lequel il ne tue personne. 
Cependant, alors que Ronny est sur le point de partir, Barry découvre qu’il est un maître de Taekwondo et se battent jusqu’à ce que Ronny s’évanouisse après une trachée-artère. La fille de Ronny, Lily, également experte en taekwondo, rentre chez elle et attaque violemment Barry avant de s'enfuir. Ce dernier demande à Fuches de l’emmener à l’hôpital pour soigner la blessure que Lily lui a infligée au dos, mais Fuches l’emmène plutôt dans une pharmacie et pique Barry, même s’il est mal. Furieux que Barry ait laissé Lily en vie, Fuches se promène dans le quartier à la recherche de Lily mais Barry refuse de la tuer une fois qu'ils l'ont trouvé. Il tente de la tuer, mais conclut qu'il ne peut pas être humain après l'avoir vue grimper à un arbre et s'asseoir perchée pendant des heures sur le toit. Cette nuit-là, Lily n'est toujours pas descendue du toit et Fuches s'impatiente. Barry, qui a perdu connaissance tout au long de la journée, se réveille et se déchire immédiatement, piqué de points de suture, obligeant Fuches à verser de la colle sur sa blessure. 

### Épisode 6:Une pointe de vérité
- États-Unis : 5 mai 2019 sur HBO

- États-Unis : 1,99 million de téléspectateurs[9] (première diffusion)

Barry, furieux que Fuches l'ait excusé, rompt définitivement leur amitié et retourne à la classe des acteurs. Une fois là-bas, il découvre que Sally a réécrit sa scène pour dire la vérité sur sa relation avec Sam, mais est mortifiée après une lecture froide pour la classe. Barry demande l'aide de Gene, lui demandant de l'aider à bien jouer sur la scène de Sally au lieu d'écrire la sienne. Elle dit à Barry d'utiliser sa propre histoire pour trouver l'émotion chez Sally. Sur scène, Barry profite de son traumatisme pour tuer le détective Moss et livre une performance spectaculaire à la satisfaction de Gene. Lindsay, qui a assisté à l'ensemble du spectacle, propose d'aider Sally à l'utiliser pour se diversifier dans sa carrière. 

### Épisode 7:L'Audition
- États-Unis : 12 mai 2019 sur HBO

- États-Unis : 1,87 million de téléspectateurs[11] (première diffusion)

Sally décline le rôle télévisé qui lui est offert, car elle trouve le scénario racoleur : des femmes séduisantes maltraitées tuent leur mari, ce qui ne reflète pas la profonde détresse vécue par les femmes battues. Elle est jalouse lorsque Barry, après avoir été repéré dans le hall de l'agence de casting, décroche une audition pour le rôle principal dans un long métrage. Tandis que Barry reçoit des conseils de Gene pour son audition, Lindsay offre à Sally l’opportunité de faire jouer la scène qu'elle a écrite dans un théâtre professionnel, afin de faire connaître son histoire au monde. 
Après que les hommes de Hank se sont échappés d'un bus en feu et d'une fusillade avec les Boliviens et les Birmans, ils l'abandonne à cause de son incompétence et se tournent vers Mayrbeck.

### Épisode 8:Barry Berkman > Barry Block
- États-Unis : 19 mai 2019 sur HBO

- États-Unis : 2,21 millions de téléspectateurs[13] (première diffusion)

Incapable de se résoudre à tirer sur Gene, Fuches s'enfuit. Barry et Gene sont placés en détention. Barry est bientôt libéré, tandis que Gene est arrêté pour avoir tué Janice. Barry appelle Fuches et lui promet de le tuer. Les étudiants de Gene, en son absence, jouent leurs scènes dans une salle de théâtre professionnel, mise à disposition par Lindsay, l'agent de Sally. Cette dernière change sa scène à mi-performance, déclarant à Sam, joué par Barry, qu'elle le quitte avant que Sam ne puisse l'etrangler, comme elle l'avait écrit sans le scénario original. La performance de Sally est saluée par le public et les collègues de Lindsay, même si elles sont consternées d'avoir attiré l'attention en mentant. 
Pendant ce temps, NoHo Hank et les Tchétchènes s’installent dans le monastère bouddhiste, ancien repère du gang birman, et s’arment en vue d'un combat imminent contre les Boliviens et les Birmans. Hank demande de l'aide à Barry, mais ce dernier refuse de venir. Fuches, cherchant la protection de Barry, assure la paix entre les trois gangs, réunissant Hank et Cristobal dans une réunion déchirante. 